# هارسدورف
هارسدورف (به آلمانی: Harsdorf) یک شهر در آلمان است که در بایرن واقع شده‌است.

## خصوصیات
هارسدورف ۱۰٫۱۸ کیلومترمربع مساحت دارد ۳۵۱ متر بالاتر از سطح دریا واقع شده‌است.